# 1404년

## 연호
- 명(明) 영락(永樂) 2년
- 일본(日本) 오에이(応永) 11년
- 호 왕조(胡朝) 카이다이(開大) 2년

## 기년
- 명(明) 성조 영락제(成祖 永樂帝) 2년
- 조선(朝鮮) 태종(太宗) 4년
- 호 왕조(胡朝) 호한트엉(胡漢蒼) 4년

## 사건
- 고려의 수도 개경에서 다시 한성으로 도읍을 옮김.

## 탄생
- 2월 14일 - 이탈리아의 레온 바티스타 알베르티(Leon Battista Alberti)
- 월일 미상 - 조선의 구종직(丘從直)·이계전(李季甸)·이연손(李延孫)

## 사망
- 음력 7월 9일 - 조선의 참판승추부사(參判承樞府事) 최운해(崔雲海)
- 음력 8월 23일 - 조선의 참찬문하부사(參贊門下府事) 김주(金湊)
- 10월 1일 - 로마 교황 보니파시오 9세(Bonifacio IX)
- 음력 9월 26일 - 조선의 익안대군(益安大君)
- 음력 12월 1일 - 조선의 의성군(義城君) 김영렬(金英烈)
- 음력 12월 5일 - 조선의 검교정당문학(檢校政堂文學) 조운흘(趙云仡)